# Lamù - Only You
Lamù - Only You (うる星やつら オンリー・ユー?, Urusei Yatsura Onrī Yū) è un film d'animazione del 1983 diretto da Mamoru Oshii.
Si tratta del primo film cinematografico ispirato ai personaggi di Lamù creati da Rumiko Takahashi.
Da notare che il film è uno dei primi lavori del celebre regista giapponese Mamoru Oshii, che dovette cambiare più volte la sceneggiatura del film per andare incontro alle richieste della produzione. L'autrice Rumiko Takahashi invece considera questo film il suo preferito ed il più fedele allo spirito della propria opera.
Personaggio nuovo introdotto nel film è Elle, disegnato per l'occasione direttamente dalla Takahashi e doppiato da Yoshiko Sakakibara.

## Trama
Quando aveva sei anni, Ataru calpestò involontariamente l'ombra della coetanea Elle, principessina di un remoto pianeta. Per le tradizioni del popolo di Elle, i due ragazzi sarebbero destinati a sposarsi non appena avrebbero raggiunto la maggiore età. All'epoca Ataru accettò la proposta della bambina senza battere ciglio, ma dimenticandosi in seguito della promessa. Arrivato il momento di mantenere la promessa, Elle distribuisce gli inviti per le nozze per tutta Tomobiki, per poi portare con sé Ataru che, pur avendo dimenticato la promessa, non si nega alla bellezza acquisita da Elle negli anni.
Tuttavia Elle ha fatto i conti senza Lamù, che non è assolutamente disposta a cedere il suo "tesoruccio" senza combattere. Insieme alle sue amiche aliene, Lamù parte alla volta del pianeta di Elle per fermare le nozze. Nel frattempo Elle, conosciuto la vera natura di Ataru, decide di ripiegare sul bel Mendo. Ma nessuno dei due ragazzi è a conoscenza chi la bella principessa è in realtà: essa "colleziona" letteralmente i suoi amanti per poi congelarli e mantenerli belli per l'eternità...
Nonostante tutto alla fine, dopo la fuga di Ataru e Lamù delle lacrime le scendono dagli occhi indicando che era segretamente innamorata veramente di Ataru.

## Produzione
Only You prende molto in prestito dalla fiaba giapponese di Urashima Tarō. La fiaba avrebbe poi ispirato il sequel del film, Beautiful Dreamer. In un'intervista pubblicata su Art Handbook nel 2000, Oshii espresse delusione per il film, affermando "Non è un film. Non è riuscito a essere un film".

## Distribuzione
- 11 febbraio 1983 in Giappone  (うる星やつら オンリー・ユー?, Urusei Yatsura Onrī Yū)[3]
- Novembre 1993 negli Stati Uniti (Urusei Yatsura - Only You)

## Citazioni e riferimenti
La scena della battaglia nello spazio è ispirata a quelle che si vedono in Macross, mentre quella in cui Lamù interrompe la cerimonia delle nozze tra Ataru ed Elle è un riferimento al film Il laureato. Nel doppiaggio italiano del film, mentre Ataru aspetta con ansia di conoscere Elle, canticchia una canzoncina, che in realtà non è che la prima sigla italiana della serie. Tra i tanti mostri che assistono al matrimonio tra Ataru ed Elle ve ne è uno parecchio simile a Godzilla.

## Accoglienza
Allen Divers di Anime News Network ha assegnato alla versione sottotitolata del film un voto complessivo di "A" e alla versione doppiata un voto "B", scrivendo che "Sebbene l'animazione e il lavoro artistico siano leggermente superiori allo standard televisivo, la trama di Only You non è una novità per i fan dello show". Jasper Sharp di Midnight Eye ha scritto che il film "butta lo spettatore completamente nel profondo, presumendo che almeno una certa conoscenza dei personaggi e delle loro relazioni sia a posto, anche se non dovrebbe volerci troppo tempo perché i nuovi arrivati trovino i loro piedi". Dani Moure di Mania.com ha definito il film "per la maggior parte molto divertente". Chris Beveridge, anche lui di Mania.com, ha scritto che "il budget è più alto, i design sono più dettagliati, ma l'idea è la stessa [della serie TV]".